# Lilburn
Lilburn es una ciudad del condado de Gwinnett, Georgia, en los Estados Unidos. La población era de 11.307 en el censo 2000. Forma parte del área metropolitana de Atlanta.

## Geografía
Lilburn está a 33°53′20″N 84°8′27″O / 33.88889, -84.14083 (33.888853, -84.140897). 
Según la Oficina del Censo de los Estados Unidos, la ciudad tiene un área total de 16.1 km² (6.2 mi²). 15.9 km² (6.2 mi²) de tierra y 0.1 km² (0.1 mi²) de agua.

## Historia
La ciudad de Lilburn se funda en 1890 por el Ferrocarril de Litoral Línea Aérea. El área, previamente conocido como McDaniel, Georgia era retitulado Lilburn, porque el Superintendente General de la ferrocarril, Lilburn Trigg Myers. La ciudad volvió a ser Lilburn, Georgia en el 27 de julio de 1910.
Un fuego trágico y épocas económicas malas terminado la prosperidad and la Ciudad de Lilburn cesado exsistar. Un renacimiento del área historical original ha emergido con tiendas y restarauntes en el distrito de "Old Town" (Ciudad vieja)cual ha sido llamar un "Slice of History" (Un rodaja de historia). 

## Demografía
En el censo de 2000, tenía 11.307 habitantes. La población consistía de 69.09% blancos, 11.93% afroamericanos, 0.34% amerindios, 11.69% asiáticos, 4.84% de otras razas y 2.11% de dos o más razas. Los hispanos de cualquier raza abarcaban el 13.22% de la población.

## Escuelas
Escuelas primarios
- Arcado Elementary (Parkview)
- Camp Creek Elementary (Parkview)
- R.D. Head Elementary (Brookwood)
- G.H. Hopkins Elementary (Meadowcreek)
- Knight Elementary (Parkview)
- Lilburn Elementary (Meadowcreek)
- Rebecca Minor Elementary (Berkmar)
- Mountain Park Elementary (Parkview)

Middle Schools
- Berkmar Middle (Berkmar)
- Lilburn Middle (Meadowcreek)
- Trickum Middle (Parkview)

Escuelas secundarios
- Berkmar High (Berkmar)
- Parkview High School (Parkview)

Escuelas privados
- Killian Hill Christian School
- Providence Christian Academy
- Gwinnett College

## Residentes famosos
- Jeff Francouer
- Dominique Wilkins